# Supercopa da Inglaterra de 1964
A Supercopa da Inglaterra de 1964 foi a 42ª edição do torneio, disputada em partida única entre o campeão da Football League First Division (Liverpool) e o campeão da Copa da Inglaterra (West Ham).
As equipes fizeram um empate em 2 a 2 e compartilharam o título do torneio.

## Participantes
| Equipe    | Classificação                                        |
| --------- | ---------------------------------------------------- |
| Liverpool | Campeão da Football League First Division de 1963–64 |
| West Ham  | Campeão da Copa da Inglaterra de 1963–64             |

## Partida
| 15 de agosto | Liverpool                  | 2 – 2     | West Ham                 | Anfield, Liverpool                      |
| 15:00        | Wallace 29' · G. Byrne 49' | Relatório | J. Byrne 41' · Hurst 84' | Público: 38 858 Árbitro: ENG Ken Stokes |

| LIVERPOOL:     |    |                    |
|                |    |                    |
| G              | 1  | Tommy Lawrence     |
| DF             | 2  | Gerry Byrne        |
| DF             | 3  | Ronnie Moran       |
| DF             | 5  | Ron Yeats          |
| M              | 4  | Gordon Milne       |
| M              | 6  | Willie Stevenson   |
| M              | 7  | Ian Callaghan      |
| A              | 8  | Roger Hunt         |
| A              | 9  | Alf Arrowsmith 15' |
| A              | 10 | Gordon Wallace     |
| A              | 11 | Peter Thompson     |
| Substituições: |    |                    |
| A              | 12 | Phil Chisnall 15'  |
| Treinador:     |    |                    |
| Bill Shankly   |    |                    |

| WEST HAM:     |    |                 |
|               |    |                 |
| G             | 1  | Jim Standen     |
| DF            | 2  | John Bond       |
| DF            | 3  | Jack Burkett    |
| DF            | 5  | Ken Brown       |
| DF            | 6  | Bobby Moore     |
| M             | 4  | Eddie Bovington |
| M             | 8  | Ronnie Boyce    |
| A             | 7  | Peter Brabrook  |
| A             | 9  | Johnny Byrne    |
| A             | 10 | Geoff Hurst     |
| A             | 11 | John Sissons    |
| Treinador:    |    |                 |
| Ron Greenwood |    |                 |